# Florian Bauer
Florian Bauer (11 febbraio 1994) è un bobbista ed ex velocista tedesco.

## Biografia
Ex velocista a livello nazionale, ha partecipato a diverse edizioni dei campionati tedeschi under 23. 
Passato al bob nel 2016, Bauer ha iniziato a gareggiare come frenatore per la squadra nazionale tedesca. Debuttò in Coppa Europa nella stagione 2017/18 e si distinse nelle categorie giovanili vincendo la medaglia d'oro ai mondiali juniores di Sankt Moritz 2018, imponendosi nel bob a quattro con Pablo Nolte alla guida della slitta.

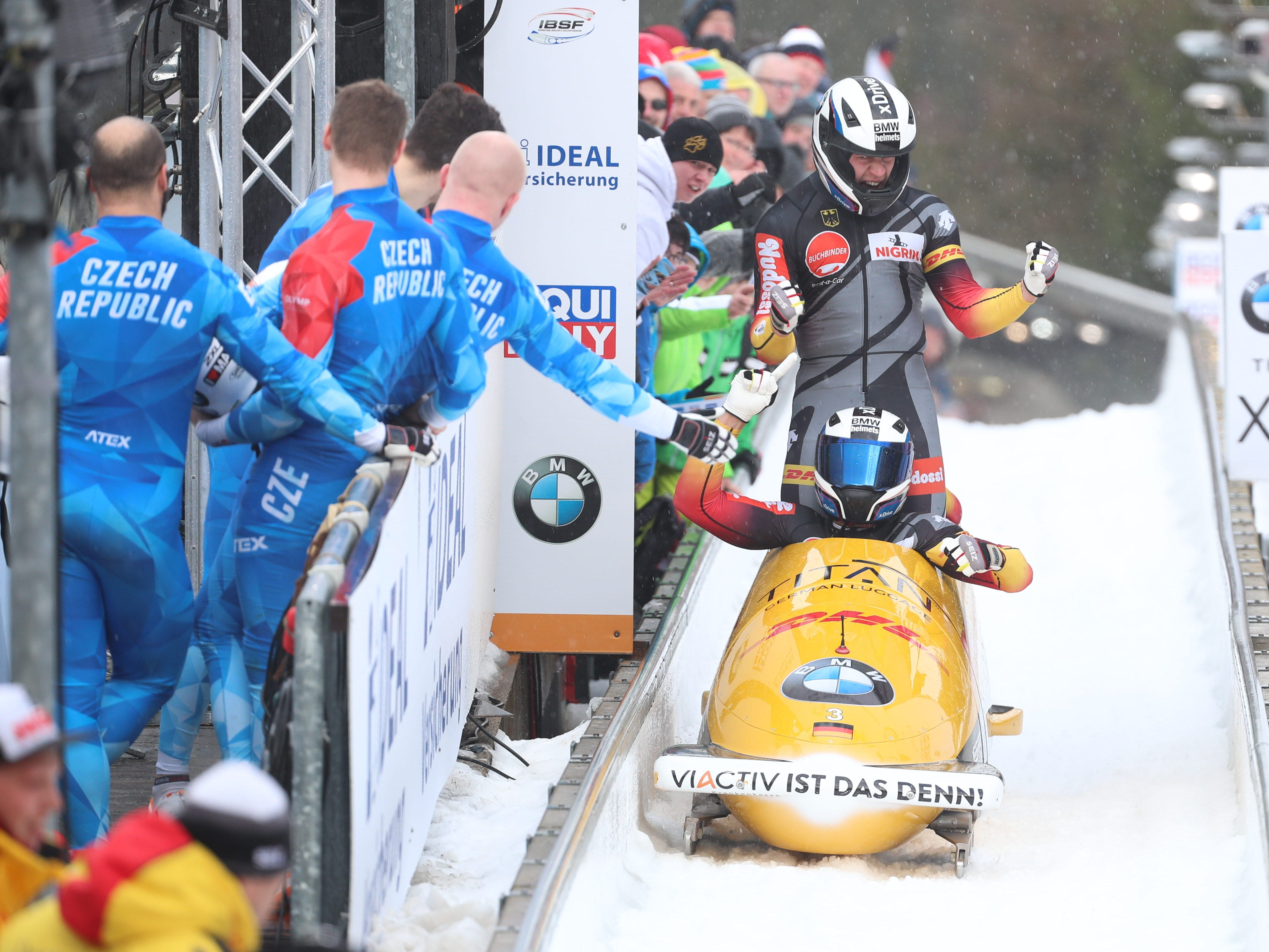
Bauer (in piedi) al termine della quarta manche del bob a quattro ai campionati mondiali di Altenberg 2020, dove vinsero la medaglia d'argento

Esordì in Coppa del Mondo nella stagione 2018/19, il 15 dicembre 2018 a Winterberg, dove colse anche il suo primo podio piazzandosi al terzo posto nel bob a quattro con Johannes Lochner, Christopher Weber e Christian Rasp. Vinse la sua prima gara il 13 gennaio 2019 a Schönau am Königssee, imponendosi nel bob a quattro con Lochner, Rasp e Marc Rademacher.
Prese parte a tre edizioni dei campionati mondiali, conquistando in totale due medaglie. Nel dettaglio i suoi risultati nelle prove iridate sono stati, nel bob a quattro: nono a Whistler 2019, medaglia d'argento ad Altenberg 2020 con Johannes Lochner, Christopher Weber e Christian Rasp e medaglia di bronzo ad Altenberg 2021 con Lochner, Weber e Rasp.
Agli europei vanta due medaglie d'oro vinte consecutivamente nel bob a quattro: a Schönau am Königssee 2019 e a Winterberg 2020 sempre con Lochner a pilotare le slitte.

## Palmarès

### Mondiali
- 2 medaglie:
  - 1 argento (bob a quattro ad Altenberg 2020);
  - 1 bronzo (bob a quattro ad Altenberg 2021).

### Europei
- 2 medaglie:
  - 2 ori (bob a quattro a Schönau am Königssee 2019; bob a quattro a Winterberg 2020).

### Mondiali juniores
- 1 medaglia:
  - 1 oro (bob a quattro a Sankt Moritz 2018).

### Coppa del Mondo
- 19 podi (5 nel bob a due, 14 nel bob a quattro):
  - 3 vittorie (1 nel bob a due, 2 nel bob a quattro);
  - 10 secondi posti (4 nel bob a due, 6 nel bob a quattro);
  - 6 terzi posti (tutti nel bob a quattro).

#### Coppa del Mondo - vittorie
| Data            | Luogo                | Paese       | Disciplina                                                                  |
| --------------- | -------------------- | ----------- | --------------------------------------------------------------------------- |
| 13 gennaio 2019 | Schönau am Königssee | Germania    | a quattro con Johannes Lochner (pilota), Marc Rademacher e Christian Rasp   |
| 7 dicembre 2019 | Lake Placid          | Stati Uniti | a due con Johannes Lochner (pilota)                                         |
| 4 gennaio 2020  | Winterberg           | Germania    | a quattro con Johannes Lochner (pilota), Christopher Weber e Christian Rasp |

### Campionati tedeschi
- 2 medaglie:
  - 2 bronzi (bob a quattro a Winterberg 2019[3]; bob a quattro ad Altenberg 2020[4]).

### Circuiti minori

#### Coppa Europa
- 5 podi (3 nel bob a due, 2 nel bob a quattro):
  - 2 vittorie (nel bob a due);
  - 1 secondo posto (nel bob a quattro);
  - 2 terzi posti (1 nel bob a due, 1 nel bob a quattro).